# Xamagé
Xamagé es una localidad de México perteneciente al municipio de Alfajayucan en el estado de Hidalgo.

## Geografía
A la localidad le corresponden las coordenadas geográficas 20° 23’ 16.936” de latitud norte y 99° 20’ 36.991” de longitud oeste, con una altitud de 1912 m s. n. m. Se encuentra a una distancia aproximada de 3.28 kilómetros al sur de la cabecera municipal, Alfajayucan.
En cuanto a fisiografía se encuentra dentro de la provincia del Eje Neovolcánico dentro de la subprovincia de Llanuras y Sierras de Querétaro e Hidalgo; su terreno es de lomerío y llanura. En lo que respecta a la hidrología se encuentra posicionado en la región Panuco, dentro de la cuenca del río Moctezuma, en la subcuenca del río Alfajayucan. Cuenta con un clima semiseco templado.

## Demografía
En 2020 registró una población de 863 personas, lo que corresponde al 4.50 % de la población municipal. De los cuales 423 son hombres y 440 son mujeres. Tiene 233 viviendas particulares habitadas.
| Gráfica de evolución demográfica de Xamagé entre 1921 y 2020                                 |
|                                                                                              |
| Población de los censos y conteos del Instituto Nacional de Estadística y Geografía (INEGI). |

## Economía
La localidad tiene un grado de marginación alto y un grado de rezago social bajo.